# حائط البراق
حائط البراق أو حائط المبكى «ومن تسمياته أيضًا الحائط الغربي حسب التسمية اليهودية؛ (بالعبرية: הכותל המערב)» وهو جزء محدد من الحائط الغربي للمسجد الأقصى، ويمتد بين باب المغاربة جنوبًا، والمدرسة التنكزية شمالاً، طوله نحو 50م، وارتفاعه يقل عن 20م.

## ساحة الحائط هي حارة المغاربة

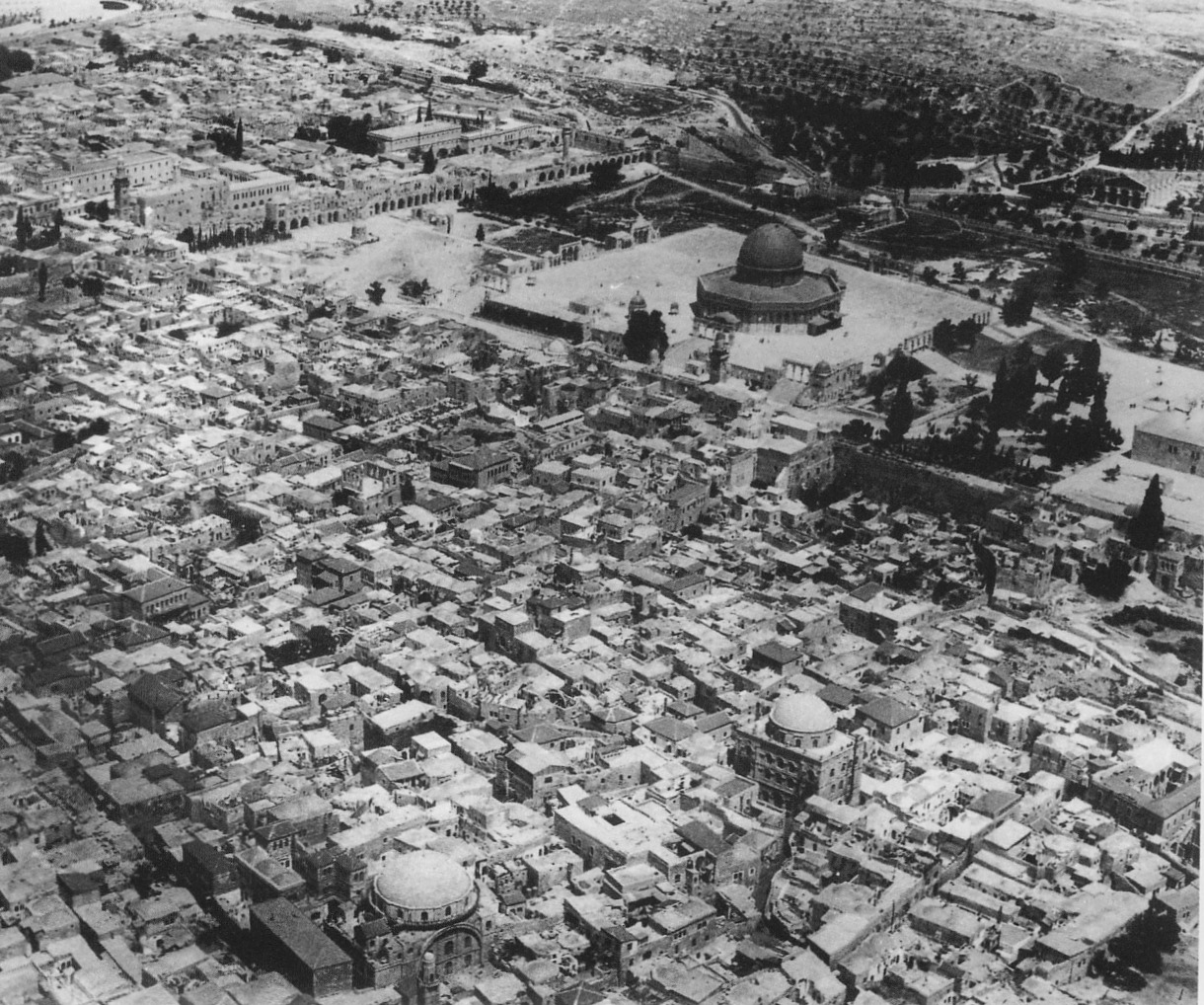
حارة المغاربة بالقدس في عام 1900.

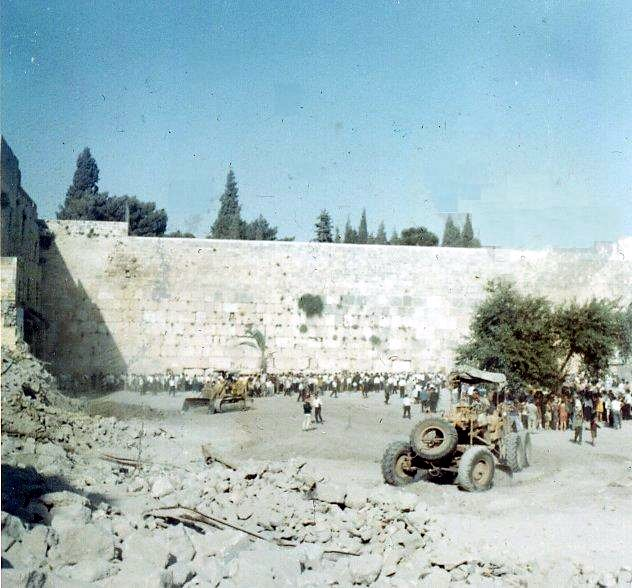
أعمال الهدم والتوسيع لصالح الاحتلال الاسرائيلي سنة 1967.

الساحة التي أمام الحائط حالياً هي مكان حارة المغاربة سابقاً والتي حوت بيوت المسلمين، عند احتلال القدس قام الاحتلال الإسرائيلي بهدم بيوتهم وطردوهم منها عنوة.

## المكانة الدينية
يعتبر من أشهر معالم مدينة القدس، ولهذا الحائط مكانة كبيرة عند أتباع الديانتين الإسلامية واليهودية. إذ يُذكر في بعض المصادر الإسلامية على أنه الحائط الذي قام الرسول محمد ﷺ بربط البراق إليه في ليلة الإسراء والمعراج.

### مكانته عند اليهود
يعتبر اليهود الحائط الأثر الأخير الباقي من هيكل سليمان. في رأي أغلبية الحاخامين اليهود يكون الدخول إلى الحرم القدسي محظورا على اليهود منذ خراب الهيكل، فلذلك الحائط هو أقرب نقطة من مكان الهيكل التي يمكن لليهود الصلاة فيها حسب الشريعة اليهودية العصرية. وأطلق عليه العرب المقدسيون اسم «حائط المبكى» نسبة إلى الطقوس التي كان اليهود يؤدونها قبالة الحائط حدادًا على خراب هيكل سليمان. [بحاجة لمصدر]
على ما يبدو من تقارير المسافرين اليهود والقرائين، أصبح الحائط مصلى يهوديا مشهورا في بداية القرن السادس عشر، وتعاظمت أهميته في نظر اليهود في القرن التاسع عشر حتى أصبح أهم المعالم اليهودية الدينية في رأي أكثريتهم. في نظر بعض اليهود خاصة الإسرائيليين منهم يعتبر الحائط رمزًا يهوديًا وطنيًا أيضًا.
قبل القرن السادس عشر، كان اليهود يؤدون صلواتهم وطقوس الحداد على خراب هيكل النبي سليمان في أماكن مختلفة حول الحرم القدسي. أول ذكر لذلك يرد في تقرير لحاج مسيحي من مدينة بوردو زار القدس سنة 333 م. يقول المسافر أن اليهود يحتشدون سنويا أمام حجر قريبة من السور المحد للحرم القدسي ويتفجعون. في كتاب المسافر اليهودي بنيامين من توديلا الذي زار القدس في نهاية القرن الثاني عشر يذكر مصلىً يهوديًا أمام قبة الصخرة يسمى «الحائط الغربي» أو «باب الرحمة». أما التقرير الأول الذي يشير بوضوح إلى المصلى الذي يسمى لدى اليهود الحائط الغربي فهو من 1488 م بقلم الحاخام عبديا من برتانورا.[ما هي؟]

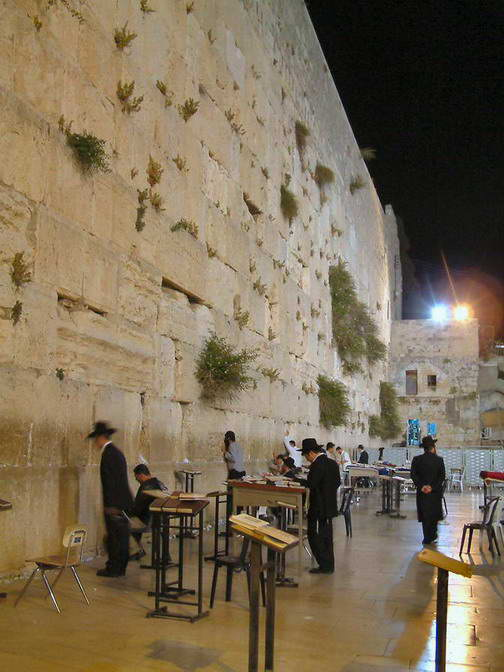
عدد من اليهود يصلون عند الحائط الغربي
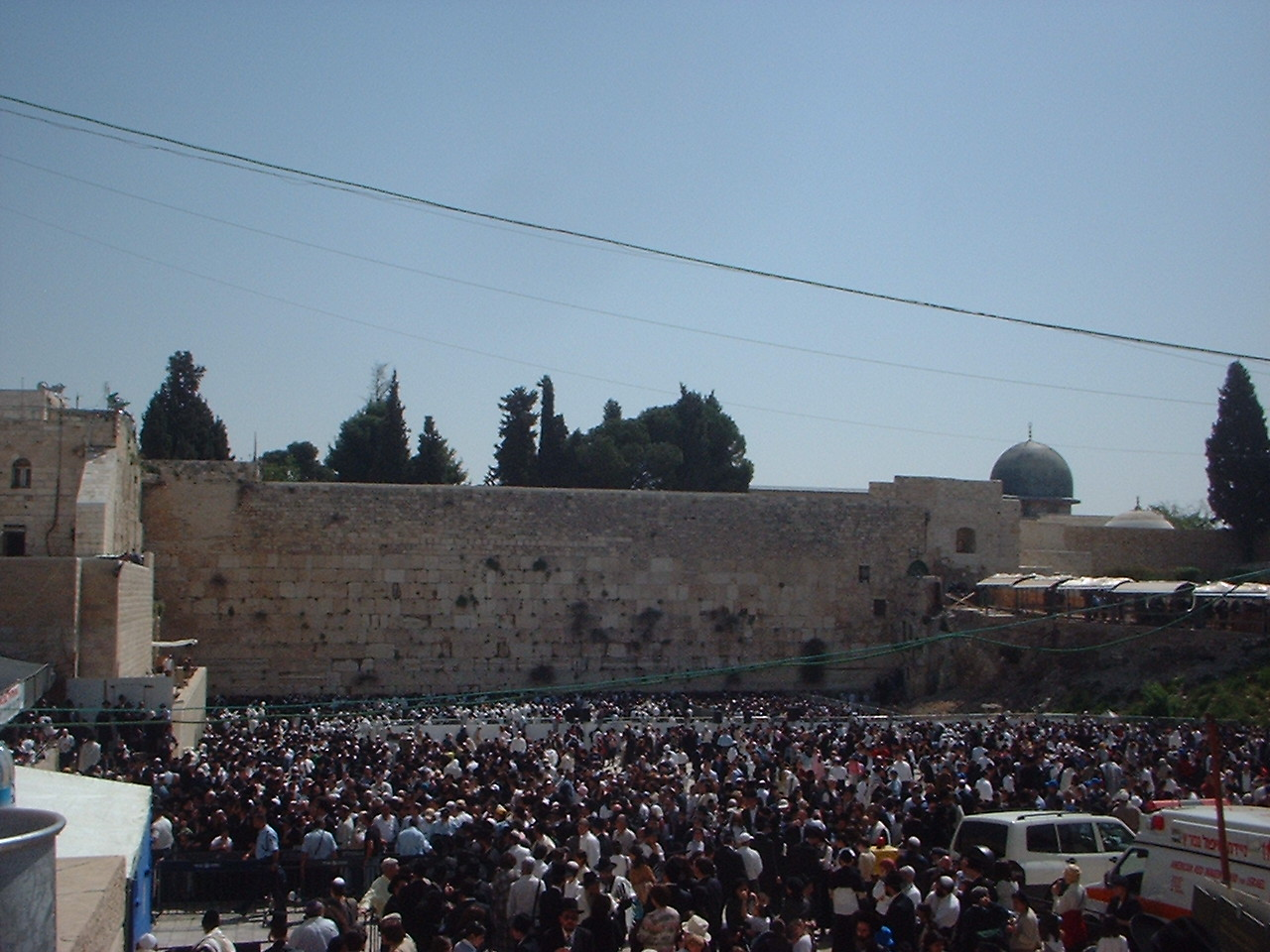
احتشاد اليهود في الساحة قبالة الحائط لأداء صلاة عيد الفصح اليهودي

### مكانته عند المسلمين
بالنسبة للمسلمين، يرتبط حائط البراق بقصة الإسراء والمعراج في التاريخ الإسلامي، ومنها جاءت تسمية الحائط حائط البراق نسبة للدابة التي ركبها النبي محمد ﷺ عند إسرائه ليلا من مكة إلى المسجد الأقصى، حيث ربط البراق في حلقة على هذا الحائط، ودخل إلى المسجد حيث صلى بالأنبياء ثم عُرج به إلى السماوات العلا. وقد ورد في الطبقات الكبرى لابن سعد أن الرسول محمد حُمل على البراق حتى انتهى إلى بيت المقدس، فانتهى البراق إلى موقفه الذي كان يقف في مربطه. كما يعتبره المسلمون جزءا مهما من المسجد الأقصى. وتوارث أهل القدس المسلمون عامة أنه يوجد محل يسمى البراق عند باب المسجد الأقصى المدعو باب المغاربة ويجاوره مسجد البراق ملاصقاً الجدار الغربي للحرم القدسي.
كما أن هذا الحائط هو أحد جدران المسجد الأقصى الذي يمثل أولى القبلتين وثالث أقدس المساجد عند المسلمين بعد المسجد الحرام في مكة والمسجد النبوي في المدينة المنورة.

## المكانة السياسية
منذ الفتح الإسلامي لبيت المقدس، إبان خلافة عمر بن الخطاب، تحولت إدارة الحرم القدسي وما حوله (بما فيها حائط البراق) للمسلمين بما فيها ذلك فترات الاحتلال الصليبي.
في أيام الدولة العثمانية، سمحت السلطات العثمانية لليهود المقدسيين أداء بعض الطقوس الدينية قبال الحائط ولكنها حظرتهم من حط المقاعد قبال الحائط أو أية مبادرة أخرى لجعل المكان مصلى يهوديا دائما. في 1887 قام أدموند دي روتشيلد، من يهود فرنسا، بمحاولة فاشلة لشراء الحائط وجعله ملكا يهوديا. هذه المحاولة عارضها الحاخامون المقدسيون خشية من هز العلاقات بين اليهود والسلطات الإسلامية.
في تاريخ 12 نوفمبر 1911 قام متولي الأوقاف أبو مدين الغوث بالاحتجاج حين قام أفراد من الطائفة اليهودية، الذين جرت عادتهم بزيارة الحائط وقوفًا، بجلب كراسي للجلوس عليها أثناء الزيارة. وطلب متولي الأوقاف ايقاف هذه الحالة تجنباً لادعاء اليهود في المستقبل بملكية المكان. وبناءً على ذلك أصدر مجلس إدارة لواء القدس تعليمات تنظم زيارة اليهود للحائط، وتمنع جلب أي مقاعد أو ستائر عند الحائط. بعد انتهاء الحرب العالمية الأولى واعتماداً على وعد بلفور الذي يعد بإقامة وطن قومي لليهود في فلسطين، أخذ اليهود يسعون إلى اكتساب حقوق واسعة لهم في هذا المكان عن طريق تغيير الحالة الراهنة التي كان عليها الحائط قبل الحرب.
في يناير 1914 قام الأديب اليهودي دافيد يالين بمبادرة أخرى لشراء الحائط. في رسالة للسفير الأمريكي لدى إسطنبول قال يالين: «نأمل أن تفعل كل ما بوسعك لتحرير أقدس الأماكن من بين جميع الأماكن المقدسة في المدينة التي كانت من قبل أروع المدن». في هذه الرسالة قدر يالين ثمن الحائط بمليون فرانك فرنسي على الأقل. فشلت هذه المبادرة كما فشلت المحاولة التي سبقتها.
وعندما وضع صك الانتداب على فلسطين الذي صودق عليه من قبل عصبة الأمم في 24 يوليو 1922 تضمنت مواده الثمانية والعشرون عددًا من المواد المتعلقة بالأماكن المقدسة كان أهمها المادة 14التي تنص على ما يلي:
«تؤلف الدولة المنتدبة لجنة خاصة لدرس وتحقيق وتقرير الحقوق والادعاءات المتعلقة بالأماكن المقدسة والحقوق والادعاءات المتعلقة بالطوائف الدينية المختلفة في فلسطين وتعرض طريقة اختيار هذه اللجنة وقوامها ووظائفها على مجلس عصبة الأمم لإقرارها ولا تعين اللجنة ولا تقوم بوظائفها دون موافقة المجلس المذكور.»
لكن هذه اللجنة لم تعين. وطوال السنوات 22، 23، 25، 26، 28، كان هناك محاولات يهودية لجلب مقاعد عند الحائط لكنهم في عام 1928 حاولوا استخدام خزانة ومصابيح وحصر وستائر للفصل بين الرجال والنساء، وأرسل مفتي فلسطين رسائل إلى حاكم القدس ينبهه إلى تلك المخالفات، وصدرت التعليمات من الإدارة المنتدبة في أكثر من موقف بمنع اليهود من جلب كراسي أو ستائر إلى الحائط. عينت اللجنة سابقة الذكر في عام 1930 بعد أن أوصت لجنة التحقيق في أسباب انتفاضة البراق عام 1929 بسرعة تعيينها.

## الكتاب الأبيض
في سنة 1928 صدر كتاب أبيض من الحكومة البريطانية برقم 3229 مؤيداً المحافظة على الحالة الراهنة داعياً اليهود والمسلمين إلى عقد اتفاق فيما بينهم لتحديد حقوقهم وواجباتهم في الأماكن المقدسة.
لكن الاتفاق لم يحدث، فطلبت الحكومة من الطرفين ابراز ما لديهما من مستندات لتتمكن من الفصل في الموضوع فقدم المجلس الإسلامي ما لديه من مستندات، لكن الجهة اليهودية المسؤولة لم تقدم أية مستندات واكتفت بإرسال بحث فقهي عن الموضوع.
وفي هذا الجو المتوتر صدرت قرارات المؤتمر الصهيوني السادس عشر الذي عقد في زيورخ من 28 يوليو إلى 11 أغسطس 1929 والتي كان من أهمها المطالبة بفتح أبواب فلسطين على مصراعيها لليهود، وبذل الجهود لحمل الحكومة البريطانية على سحب كتابها الأبيض لعام 1928 الذي اعترف بحقوق المسلمين في الأماكن المقدسة كما عقد فور انتهاء المؤتمر الصهيوني أول اجتماع للوكالة اليهودية التي جمعت الصهاينة واليهود. وتابعت لجنة الدفاع اليهودية عن المبكى نداءاتها المقلقة لإثارة يهود العالم إلى أن يعاد إليهم حائط المبكى.

## أسباب النزاع
يقول اليهود أن الحائط جزء من الهيكل، قيام اليهود بالبكاء والنواح عنده في العصور المتأخرة، على خلفية ادعاءات متفرقة منها أن الحائط المذكور، هو جزء من بقايا معبدهم القديم، وهو ما تدحضه المعطيات التاريخية ونتائج التنقيبات عن الآثار، فالموسوعة اليهودية تقول إن اليهود لم يصلّوا أمام هذا الحائط إلا في العهد العثماني. يذهب عالم الآثار اليهودي فينكلشتاين -رئيس قسم الآثار في جامعة تل أبيب- هو يقول: «لا يوجد أي سند (يعني أي سند علمي) لما ورد في العهد القديم بشأن حائط المبكى)» ويذهب إلى أبعد من ذلك بتشكيكه بوجود الهيكل أصلا.
ومن جهة أخرى، إذ ليس هناك أي أثر يثبت وجود الهيكل اليهودي أو ما يمكن أن يمت إليه بصلة، وأن علماء الآثار والمنقبين اليهود أنفسهم أو الذين استقدمهم اليهود وصلوا إلى صخرة الأساس في المكان ولم يعثروا على أي دليل مادي مهما كان صغيراً يؤكد صحة الروايات اليهودية.
بالنسبة للمسلمين والمقدسيين لا يعدو الأمر أن يكون عملية انتحال مكشوفة يقوم بها اليهود والصهاينة، تنطوي على نسبة الحائط إلى تاريخهم. فهم يرون أن العملية هي استيلاء على المكان دون أي وجه حق، لا فرق في ذلك بين انتزاع ملكية الأراضي من الفلسطينيين وتهجيرهم من بلادهم بالقوة الغاشمة، وبين اغتصاب حائط البراق الذي يعد ملكا إسلامياً ومعلماً بارزاً من معالم الحرم القدسي.

## الوضع الحالي
في 1948 دخلت قوات المملكة الأردنية الهاشمية الجزء الشرقي من مدينة القدس ومنعت اليهود الإسرائيليين من أداء الصلاة أمام الحائط. في حرب يونيو 1967 احتلت إسرائيل البلدة من الأردن فقررت الحكومة الإسرائيلية توسيع الساحة المجاورة للحائط. لهذه الغاية هدمت حي المغاربة الذي كان يوجد قبالة الحائط.

## الشعائر المقامة فيه
- بركات الشمس : هو عيد يهودي ترجع أصوله لكتاب التلمود حيث يوصف فيه بأنه اليوم الذي ترجع خلاله الشمس إلى المكان الذي كانت تشغله عندما قام الله بخلق الكون.
- بركات هارون

## مقالات ذات صلة
- قائمة الجدران

## هوامش
1. ↑  "حائط البراق وليس حائط المبكى". مؤرشف من الأصل في 2007-10-11.
2. ↑  حائط البراق - نافذ أبو حسنة - المركز الفلسطيني للإعلام نسخة محفوظة 29 ديسمبر 2011 على موقع واي باك مشين.
3. ↑  ترجمة من الرسالة التي عرضها الأرشيف المركزي في القدس لتاريخ الشعب اليهودي أمام الجمهور في 15 مايو 2007. [وصلة مكسورة] نسخة محفوظة 16 فبراير 2010 على موقع واي باك مشين.
4. ↑  وكالة الأنباء العربية 11/04/2006 - الثلاثاء نسخة محفوظة 15 فبراير 2009 على موقع واي باك مشين.
5. ↑  النزاع العربي اليهودي نسخة محفوظة 13 فبراير 2009 على موقع واي باك مشين.

## مقالات ذات صلة
- ثورة البراق

### على ويكي مصدر
- صك انتداب فلسطين 1917 من ويكي مصدر، المكتبة الحرة

### وصلات خارجية
- حائط البراق وليس حائط المبكى نسخة محفوظة 11 أكتوبر 2007 على موقع واي باك مشين. - د. عادل حسن غنيم- أستاذ التاريخ الحديث والمعاصر بكلية الآداب جامعة عين شمس -